# Orangevingad astrild
Orangevingad astrild (Pytilia afra) är en fågel i familjen astrilder inom ordningen tättingar.

## Utseende och läte
Orangevingad astrild är en udda och vacker medlem av familjen. Den har tunna olivgröna tvärband undertill, gula kanter på vingarna och rött på stjärten. Den liknar melbaastrilden, men hittas i andra biotoper (se Levnadssätt nedan) samt skiljs på tunnare tvärband på undersidan, de gula vingkanterna och annorlunda teckning av rött hos hanen. Bland lätena hörs anspråkslösa "tew", "tip" och raspiga toner.

## Utbredning och systematik
Fågeln förekommer från centrala Etiopien och södra Sydsudan till Angola och nordöstra Sydafrika (Limpopoprovinsen). Den behandlas som monotypisk, det vill säga att den inte delas in i några underarter.

## Levnadssätt
Orangevingad astrild hittas i undervegetation i fuktiga miljöer, som miombo och andra lummiga skogstyper samt i skogsbryn. Den ses vanligen enstaka eller i par och är generellt fåtalig och anspråkslös i sitt leverne.

## Status
Arten har ett stort utbredningsområde och beståndet anses vara stabilt. Internationella naturvårdsunionen IUCN listar den därför som livskraftig (LC).